# Gouvernement Vervoort I
Pour les articles homonymes, voir Gouvernement Vervoort.
 (janvier 2017).
Si vous disposez d'ouvrages ou d'articles de référence ou si vous connaissez des sites web de qualité traitant du thème abordé ici, merci de compléter l'article en donnant les références utiles à sa vérifiabilité et en les liant à la section « Notes et références ».
Gouvernement de la Région de Bruxelles-Capitale
Picqué IV Vervoort II
Le Gouvernement Vervoort I est le gouvernement de la Région de Bruxelles-Capitale, en Belgique, dirigé par le socialiste Rudi Vervoort et formé par une coalition de six partis : le PS, le cdH et Ecolo, du côté francophone, le CD&V, l'Open Vld et de Groen, côté néerlandophone.
Ce gouvernement a été institué le 7 mai 2013 et succède au Gouvernement Picqué IV, à la suite de la démission volontaire de Charles Picqué du poste de ministre-président. Il restera au pouvoir jusqu'aux élections régionales belges de 2014 et la mise en place du Gouvernement Vervoort II.

## Composition du Gouvernement
| Fonction | Titulaire | Titulaire                    | Titulaire            | Parti    |
| --- | --------- | ---------------------------- | -------------------- | -------- |
| Ministre-Président chargé des pouvoirs locaux, de l'aménagement du territoire, des monuments et sites, de la propreté publique, de la coopération au développement et de la statistique régionale |           | Rudi Vervoort en 2015        | Rudi Vervoort        | PS       |
| Ministre du budget et des Finances |           | Guy Vanhengel en 2016        | Guy Vanhengel        | Open VLD |
| Ministre de l'Environnement, de l'Énergie et de la rénovation urbaine |           | Évelyne Huytebroeck en 2020  | Évelyne Huytebroeck  | Ecolo    |
| Ministre des Travaux publics, de l'informatique et des transports |           | Brigitte Grouwels en 2005    | Brigitte Grouwels    | CD&V     |
| Ministre de l'Emploi et de l'Économie, du commerce extérieur, de la recherche scientifique |           | Céline Fremault en 2012      | Céline Fremault      | cdH      |
| Secrétaire d'État à la Propreté et à l'urbanisme |           | Rachid Madrane en 2018       | Rachid Madrane       | PS       |
| Secrétaire d'État à la mobilité, à la fonction publique et à l'égalité des chances |           | Bruno De Lille en 2010       | Bruno De Lille       | Groen    |
| Secrétaire d'État au Logement et président du collège de la COCOF |           | Christos Doulkeridis en 2011 | Christos Doulkeridis | Ecolo    |